# Війна за планету мавп
«Війна за планету мавп» (англ. War for the Planet of the Apes) — американська фантастична драма режисера і сценариста Метта Рівза, яка є продовженням фільму «Світанок планети мавп» (2014) і третім фільмом у перезапуску франшизи «Планета мавп». Головні ролі виконали Енді Серкіс, Вуді Гаррельсон, Стів Зан та інші.
Основні зйомки розпочались 14 жовтня 2015 року Ванкувері. Прем'єра фільму відбулася 10 липня у Нью-Йорку й стартувала у широкому прокаті США 12 липня 2017 року. В Україні прем'єра картини відбулася 13 липня 2017 року.

## Сюжет
Минуло 2 роки після подій «Світанку планети мавп». На півночі США вціліла військова база, жителі якої воюють з розумними мавпами і прагнуть вбити їхнього лідера, шимпанзе Цезаря. Групі солдатів служать мавпи, прозвані «віслюками», що раніше були послідовниками Коби — противника Цезаря. Загін знаходить ворожий табір у лісі та штурмує його. Хоча багато мавп гине, вони відбивають напад і захоплюють в полон кількох людей горилою-зрадником Червоним. Цезар каже їм, що не він почав цю війну, а Коба. Він відпускає бранців з наказом для людського полковника: не чіпати мавп у лісі і тоді війни не буде. Червоного він забирає до в'язниці в таємний табір, вхід до якого прихований в печерах за водоспадом.
Цезар скликає раду, де заявляє, що мавп стало надто багато і їх треба знайти вихід з лісу, щоб знайти нове житло. Його син, Синьоокий, розповідає про місце за пустелею, де можна жити, не боячись людей. Вночі загін людей виявляє табір. Цезар дає полковнику, що очолював його, піти, а після цього бачить, що дружину Корнелію, та Синьоокого вбито. Цезар збирає гурт з Моріса, Ракети й Луки, щоб вирушити на пошуки шляху до кращого місця, а другого сина Корнелія лишає з кланом.
Мавпи натрапляють на дрібне людське поселення, житель якого хоче застрелити прибулих, але мавпи стріляють першими. Орангутан знаходить німу дівчинку, котру забирає з собою. Невдовзі мандрівники виявляють базу, а в ній зрадника, білу горилу Вінтера. Цезар ненавмисно вбиває Вінтера, тим самим порушивши власне правило «мавпа не вбиває мавпу».
Ідучи лісом, він з друзями знаходить полишених на смерть німих солдатів, уражених вірусом «мавп'ячого грипу». Скоро їм зустрічається облисілий шимпанзе-самітник Погана мавпа, котрий втік із зоопарку. Він дає прихисток і розповідає, що «погані люди» розташувалися на кордоні карантинної зони, в колишньому складі зброї. Йдучи туди, мавпи потрапляють у засідку, поранений горила Лука скоро помирає. Цезар наказує повертатися, а сам вирушає помститися людям. Він дістається до бази, де солдати тримають у полоні мавп, де його схоплюють. Полковник Маккалоу, який керує базою, показує, що клан Цезаря захоплено.
Мавп примушують будувати стіну під наглядом Червоного. Спостерігаючи за людьми, Цезар здогадується, що Маккалоу боїться прибуття військ, які збираються знищити його за вбивства заражених вірусом. Тим часом Погана мавпа з Морісом і Ракетою спостерігає за табором. Цезар вимагає від полковника дати мавпам їсти й пити. Маккалоу пояснює, що його син заразився та онімів. Вірус мутував, загрожуючи позбавити людей мислення. Тому полковник застрелив сина, після чого взявся страчувати інших хворих і незгідних виконувати його наказ. Маккалоу переконаний, що зберігає людство, інакше Земля стане планетою мавп.
Погана мавпа випадково знаходить підземний хід у табір. Німа дівчинка, котру Моріс називає Новою, іде до полонених, щоб нагодувати їх. Ракета відволікає увагу від неї, і його схоплюють. Цезар і Ракета намагаються знайти засоби утекти крізь підземний тунель. Моріс із Поганою мавпою отримують від Цезаря знак, за яким роблять підкоп. Мавпи провокують охоронця зайти до них у клітку, де відбирають ключі від кайданів і тікають. Першими ідуть мавпенята, за ними дорослі. В цей час на базу нападають війська, Цезар затримується, щоб помститися полковнику. Він розшукує Маккалоу, та бачить, що він заражений. Полковник застрелюється, не бажаючи деградувати.
У цей час триває битва з прибулою армією і захисниками бази. Багато мавп гине під вогнем, Цезар біжить підірвати цистерну з пальним, але його ранять з арбалета. Червоний, що підносить людям припаси, рятує Цезаря, проте сам гине. Вибух пального знищує базу, та від цього сходить лавина, що ховає під собою військових. Цезар, інші мавпи та Нова встигають вилізти на дерева і лишаються цілими.
Мавпи перетинають пустелю та знаходять зелену долину. Та рана Цезаря дається взнаки. Він говорить, що мавпи знайшли свій дім, після чого помирає.

## У ролях
| Актор            | Персонаж                          |
| ---------------- | --------------------------------- |
| Вуді Гаррельсон  | полковник Маккалоу                |
| Енді Серкіс      | шимпанзе Цезар, лідер мавп        |
| Стів Зан         | шимпанзе «Погана мавпа»           |
| Карін Коновал    | орангутан Моріс                   |
| Аміа Міллер      | дівчинка Нова                     |
| Террі Нотарі     | шимпанзе Ракета                   |
| Тай Олсон        | горила Червоний                   |
| Майкл Адамтвейт  | горила Лука                       |
| Тобі Кеббелл     | шимпанзе Коба                     |
| Габріель Чаваррі | солдат Проповідник                |
| Джуді Грір       | шимпанзе Корнелія, дружина Цезаря |
| Сара Кеннінг     | шимпанзе Лейк                     |
| Девин Далтон     | шимпанзе Корнеліус, син Цезаря    |
| Алекс Паунович   | горила-альбінос Вінтер            |

## Створення фільму

### Знімальна група
- Кінорежисер — Метт Рівз
- Сценаристи — Метт Рівз, Марк Бомбек
- Кінопродюсери — Пітер Чернін, Ділан Кларк, Рік Джаффа і Аманда Сілвер
- Виконавчі продюсери — Марк Бомбек і Мері МакЛаґлен
- Композитор — Майкл Джаккіно
- Кінооператор — Майкл Сересін
- Кіномонтаж — Вільям Гой
- Підбір акторів — Гайке Брендштаттер, Корін Мейрс, Дебра Зейн
- Художник-постановник — Джеймс Чінлунд
- Артдиректор — Річард Блум, Девід Кларк, Найджел Еванс, Майя Шімоґучі
- Художник по костюмах — Мелісса Брюнинг[6].

### Виробництво
Знімання фільму розпочалося 14 жовтня 2015 року.

## Сприйняття

### Оцінки і критика
Від кінокритиків фільм отримав схвальні відгуки: Rotten Tomatoes дав оцінку 94 % на основі 194 відгуків від критиків (середня оцінка 8,2/10). Загалом на сайті фільм має схвальні оцінки, фільму зарахований «стиглий помідор» від фахівців, Metacritic — 83/100 на основі 48 відгуків критиків. Загалом на цьому ресурсі від фахівців фільм отримав схвальні відгуки.
Від пересічних глядачів фільм теж отримав схвальні відгуки: на Rotten Tomatoes 90 % зі середньою оцінкою 4,3/5 (31 616 голосів), фільму зарахований «попкорн», на Metacritic — 8,9/10 на основі 75 голосів, Internet Movie Database — 8,3/10 (9 291 голос).

### Касові збори
Під час показу в Україні, що розпочався 13 липня 2017 року, протягом першого тижня на фільм було продано 94 315 квитків, фільм був показаний на 336 екранах і зібрав 8 150 058 ₴, або ж 313 284 $, що на той час дозволило йому зайняти 1 місце серед усіх прем'єр.
Під час показу у США, що розпочався 14 липня 2017 року, протягом першого тижня фільм був показаний у 4 022 кінотеатрах і зібрав 56 262 929 $, що на той час дозволило йому зайняти 1 місце серед усіх прем'єр. Станом на 17 липня 2017 року показ фільму триває 4 дні (0,6 тижня), зібравши у прокаті в США 62 050 285 доларів США, а урешті світу 44 217 605 $ (за іншими даними 45 978 957 $), тобто загалом 106 267 890 $ (за іншими даними 108 029 242 $) при бюджеті 150 млн доларів США.

## Нагороди та номінації
| Список нагород та номінацій «Війна за планету мавп» | Список нагород та номінацій «Війна за планету мавп» | Список нагород та номінацій «Війна за планету мавп» | Список нагород та номінацій «Війна за планету мавп» | Список нагород та номінацій «Війна за планету мавп» | Список нагород та номінацій «Війна за планету мавп» |
| Кінофестиваль/Кінопремія                            | Рік                                                 | Категорія                                           | Номінант(и)                                         | Результат                                           | Дж                                                  |
| --------------------------------------------------- | --------------------------------------------------- | --------------------------------------------------- | --------------------------------------------------- | --------------------------------------------------- | --------------------------------------------------- |
| Премія «Оскар»                                      | 4.03.2018                                           | Найкращі візуальні ефекти                           | Війна за планету мавп                               | Номінація                                           | [ 15 ]                                              |

### Виноски
1. 1 2  Війна планети мавп. Ukrainian Film Distribution. Архів оригіналу за 23 липня 2017. Процитовано 14 серпня 2016.
2. 1 2  War for the Planet of the Apes: Release Info (англійською) . Internet Movie Database. Архів оригіналу за 16 жовтня 2016. Процитовано 14 серпня 2016.
3. 1 2  Війна за планету мавп. Kino-teatr.ua. Архів оригіналу за 14 жовтня 2016. Процитовано 14 серпня 2016.
4. 1 2  Anthony D'Alessandro (16 липня 2017). ‘War For The Planet Of The Apes’ Loots $56.5M In Box Office Spoils – Sunday AM Update (англійською) . Deadline.com. Архів оригіналу за 16 липня 2017. Процитовано 19 липня 2016.
5. 1 2 3 4  War for the Planet of the Apes (англійською) . Box Office Mojo. Архів оригіналу за 29 грудня 2016. Процитовано 19 липня 2017.
6. ↑  War for the Planet of the Apes: Full Cast & Crew (англійською) . Internet Movie Database. Архів оригіналу за 15 листопада 2016. Процитовано 14 серпня 2016.
7. ↑  On the Set for 10/16/15: ‘Ab Fab: The Movie’ & ‘Planet of the Apes’ Sequel Start Shooting While ‘Star Trek Beyond’ Wraps (англійською) . SSN Insider. 16 жовтня 2015. Архів оригіналу за 13 червня 2017. Процитовано 17 травня 2017.
8. 1 2  War for the Planet of the Apes (англійською) . Rotten Tomatoes. Архів оригіналу за 14 липня 2017. Процитовано 15 липня 2017.
9. 1 2  War for the Planet of the Apes (англійською) . Metacritic. Архів оригіналу за 15 липня 2017. Процитовано 15 липня 2017.
10. ↑  War for the Planet of the Apes (англійською) . Internet Movie Database. Архів оригіналу за 15 липня 2017. Процитовано 15 липня 2017.
11. ↑  Олексій Першко (18 липня 2017). Бокс-Офіс 28 (2017): У всьому винна Одеса. Kino-teatr.ua. Процитовано 19 липня 2017.
12. ↑  War for the Planet of the Apes — Ukraine Weekend Box Office (англійською) . Box Office Mojo. Архів оригіналу за 1 серпня 2017. Процитовано 19 липня 2017.
13. 1 2 3  War for the Planet of the Apes (2017) (англійською) . The Numbers. Процитовано 4 червня 2017.
14. ↑  Нагороди та номінації фільму Війна за планету мавп на сайті IMDb (англ.)
15. ↑  Оголошено номінантів на «Оскар-2018». Повний перелік. Детектор медіа. 23 січня 2018. Архів оригіналу за 24.01.2018. Процитовано 24.01.2018.